# Каппа-механізм
Каппа-механізм (κ-механізм, клапанний механізм) - механізм, який забезпечує підтримку пульсації зір і лежить в основі змінності багатьох типів пульсуючих змінних зір. Назва механізму походить від грецької літери «каппа» (κ), якою в астрономії зазвичай позначають коефіцієнт поглинання («непрозорості») зоряної речовини.
У загальному вигляді цей механізм для пояснення пульсації зір запропонував Артур Еддінгтон. У своїй праці 1926 року він дослідив, що власні адіабатичні коливання газових куль (якими, власне, і є зорі) мають швидко згасати. Для підтримання пульсацій має існувати механізм, що перетворює теплову енергію на механічну. Еддінгтон запропонував два теоретичні варіанти такого механізму. Другий варіант передбачав, що деякий процес може частково перекривати надходження енергії з надр до поверхні. Подібні механізми називають клапанними. Еддінгтон не ідентифікував його фізичну природу. 
Конкретний варіант κ-механізму відкрив Сергій Жевакін на початку 1950-х років. У варіанті Жевакіна головну роль відігравала зона подвійної іонізації гелію, в якій гелій спочатку іонізується до «голого» ядра (з поглинанням енергії), а потім рекомбінує до іона He+ (із випромінюванням поглинутої енергії). Таким чином, енергія на деякий час затримується в зоні. Подальші дослідження довели, що важливу роль може відігравати також зона іонізації гідрогену.
Неадіабатичні пульсації зір, зумовлені каппа-механізмом, розвиваються в зонах часткової іонізації водню та гелію або там, де наявні негативні іони водню. Прикладом зір із такими зонами є змінні типу RR Ліри, у яких відбувається часткова вторинна іонізація гелію. Іонізація водню ймовірно є причиною пульсацій у мірид, RoAp-зір та змінних типу ZZ Кита. У змінних типу β Цефея зоряні пульсації розвиваються на глибинах, де температура сягає приблизно 200 000 K та наявна значна кількість елементів залізного піку. Зростання непрозорості на цій глибині в англомовній літературі відоме під назвою «Z-bump», де Z — позначення металічності зоряної речовини, а англ. bump — ґуля, горб, опуклість, поштовх.